# Castillo de San Romualdo
El castillo de San Romualdo, antiguamente conocido como Logar o Lugar de la Puente, como Castillo de Suazo o Zuazo y, en época árabe, como Alquería de Rayhana, es un ribat (edificio de origen islámico, utilizado como fortaleza y como lugar de culto) situado en San Fernando (Cádiz, España), cercano al Puente Zuazo. Este castillo es, por sus características, único en toda España; su construcción es, probablemente, anterior al siglo XIII, aunque existen muchas dudas sobre la fecha de su edificación y sobre el porqué de su levantamiento. Alrededor del antiguo ribat, y en torno al Real Carenero (antigua atarazana situada a las afueras de la ciudad, junto al Puente Zuazo), se formó la actual ciudad de San Fernando, conocida antiguamente como Isla de León.

## Historia y arqueología
Se desconocen sus orígenes y el motivo por el cual fue realizado; las primeras referencias documentadas datan del año 1268. Sea cual fuere el origen del fortín, lo cierto es que alrededor de este ribat, y en torno al cercano Real Carenero, se formaron pequeños núcleos de población que son antecesores de la actual San Fernando.

### Orígenes
Las primeras referencias históricas documentadas, publicadas por el historiador Leopoldo Torres Balbás, aluden a un privilegio dado por el rey castellano Alfonso X el Sabio, en el año 1268, y en el que figura un Logar de la Puente. Asimismo, relata la donación, en 1335, por parte de Alfonso XI a su criado Gonzalo Díaz de Sevilla de la alquería de Rayhana, aludiéndose al término de Castillo de la Puente de Cádiz. La edificación que actualmente se conserva podría ser obra de albañiles musulmanes que no emigraron tras la Reconquista y que presumiblemente se inspiraron en el ribat de Susa (Túnez). Estas referencias señalan que la construcción del ribat isleño data del periodo de dominación almohade (siglo XII), o incluso durante el califato de Córdoba, para hacer frente a los ataques normandos (siglo IX).

### Cristianización
Cuando en el año 1264 el rey Alfonso X incorpora las tierras gaditanas a Castilla y se inicia el proceso de colonización cristiana, comienza la cristianización del ribat. En primera instancia se reconstruyó el Logar de la Puente para su uso en la defensa de los territorios recién conquistados de los ataques granadinos y norteafricanos.

se hizo asimismo de un mediano lugar cerca del castillo y puente de Suazo, según consta de él por muchas escrituras públicas allí otorgadas que yo vi entre otras del archivo de esta ciudad...

Posteriormente se construyó en el monasterio-fortaleza musulmán una iglesia dedicada a Santa María, advocación a la que el rey sabio era ferviente devoto. La primera referencia escrita que existe sobre esta iglesia data de 17 de mayo de 1338, en la que se relata la entrega de la Alquería de Rayhana a Gonzalo Díaz de Sevilla, criado de Alfonso XI.

...ayuntados á campana llamados en la capilla de Santa María, que es dentro en el dicho castillo...

En 1369, durante la primera guerra civil castellana entre Pedro I y su hermanastro Enrique de Trastámara, los portugueses, aliados de Pedro el Cruel, asolaron la región y causaron graves daños en el castillo (entre ellos la destrucción de las almenas). Hacia 1377 Enrique III de Castilla, conocido como el Doliente, donó a su criado Alfonso García de Vera el Castillo de la Puente de Cádiz.

### Disputas por la titularidad del castillo
Al morir sin descendencia Alfonso García de Vera, el castillo pasó de nuevo a jurisdicción de la Corona. El 14 de noviembre de 1408 el rey Juan II de Castilla cedió toda la isla y la ciudad de Cádiz al doctor Juan Sánchez de Suazo, incluyendo también el castillo y el puente cercano (actual Puente Zuazo), con lo que ambos pasaron a llamarse de Suazo. Sin embargo, el hijo y sucesor Juan de Suazo, trocaría en febrero de 1490 con Rodrigo Ponce de León, marqués de Cádiz desde 1470 y primer duque de Arcos, la posesión del término por algunas posesiones de aquel en Jerez.
Entre 1523 y 1533 se produjo un pleito por la reclamación presentada por Juan F. de Suazo sobre la nulidad del trueque realizado por su abuelo Juan de Suazo con el Marqués de Cádiz, siendo finalmente desestimada la reclamación.

### Decadencia
El castillo fue uno de los elementos más importantes en la defensa durante el asalto inglés del conde de Essex a Cádiz en 1596, defendiendo el paso del Puente Zuazo frente a fuerzas anglo-holandesas muy superiores.
Con los avances en pirobalística y las nuevas estrategias militares, el castillo irá perdiendo su importancia como enclave militar a lo largo del siglo XVIII. Este proceso de declive coincidió en parte con el progresivo decaimiento de la actividad naval en el Real Carenero en favor de las nuevas instalaciones portuarias del Arsenal de la Carraca. También en la centuria ilustrada, el carácter cultual del recinto desaparecerá definitivamente con la construcción de la nueva iglesia mayor de San Pedro y San Pablo en 1769.
El castillo continuó siendo posesión de los Ponce de León hasta finales del siglo XVIII, cuando pasó a dominio de la casa de los Duques de Osuna. Es en esta época, pasado el año 1800, cuando adquiere su actual nombre de San Romualdo. Se desconoce el porqué de la adopción de este nombre, aunque se barajan dos hipótesis: puede deberse al santo Romualdo, mártir del siglo XI y fundador de la Orden de la Camáldula o a un mártir del siglo III cuyas reliquias se encuentran en la iglesia de Santa María de la Asunción de Arcos de la Frontera. El 8 de mayo de 1924 los Duques de Osuna vendieron el castillo a Fidel Pérez Diego. Más tarde se expropió el castillo a sus herederos,por lo que pasó a pertenecer al Ayuntamiento de San Fernando, siendo alcalde Antonio Moreno Olmedo.

### Hallazgos arqueológicos
En el castillo y su entorno se han venido realizando, en especial en la última década, una serie de sondeos que, gracias al material encontrado, han ayudado a aclarar la historia del castillo y, por tanto, la de la ciudad de San Fernando.
En 1875 se encontró en las inmediaciones del Castillo de San Romualdo un candil con forma de animal realizado en bronce, que data de época califal y que actualmente se conserva en el Museo Cerralbo de Madrid. En 1984, en unas excavaciones realizadas por el Museo de Cádiz se encontraron algunos fósiles, fragmentos de sílex, vidrio, hueso y 33 fragmentos cerámicos, 6 de ellos romanos y uno musulmán-almohade, además de otras más recientes, hasta el siglo XVII. En 1991, tras la apertura de una zanja por parte de Telefónica en la que se encontraron restos de enterramientos humanos, el Museo Histórico Municipal realizó una excavación en la que se descubrieron huesos animales, una piedra de chispa, un fragmento de sílex, dos cantos trabajados en cuarcita, fragmentos de terra sigillata hispánica decorada, 7 fragmentos de cerámica común de época romana y cerámicas bajomedievales y modernas.
En los años 2000 y 2001 se realizaron una serie de excavaciones y sondeos que tenían como objetivo comprobar la existencia de niveles históricos conservados tanto en el interior como en rededor de la fortaleza, además de intentar corroborar la existencia de ciertas estructuras como fosos o cercas externas o aljibes interiores. Previo a la realización de las labores arqueológicas en el exterior se procedió al derribo de las viviendas anejas al viejo edificio. En total se realizaron cuatro sondeos exteriores.
En el interior del recinto se realizaron sondeos en el patio de armas y en las estancias internas.

## Arquitectura

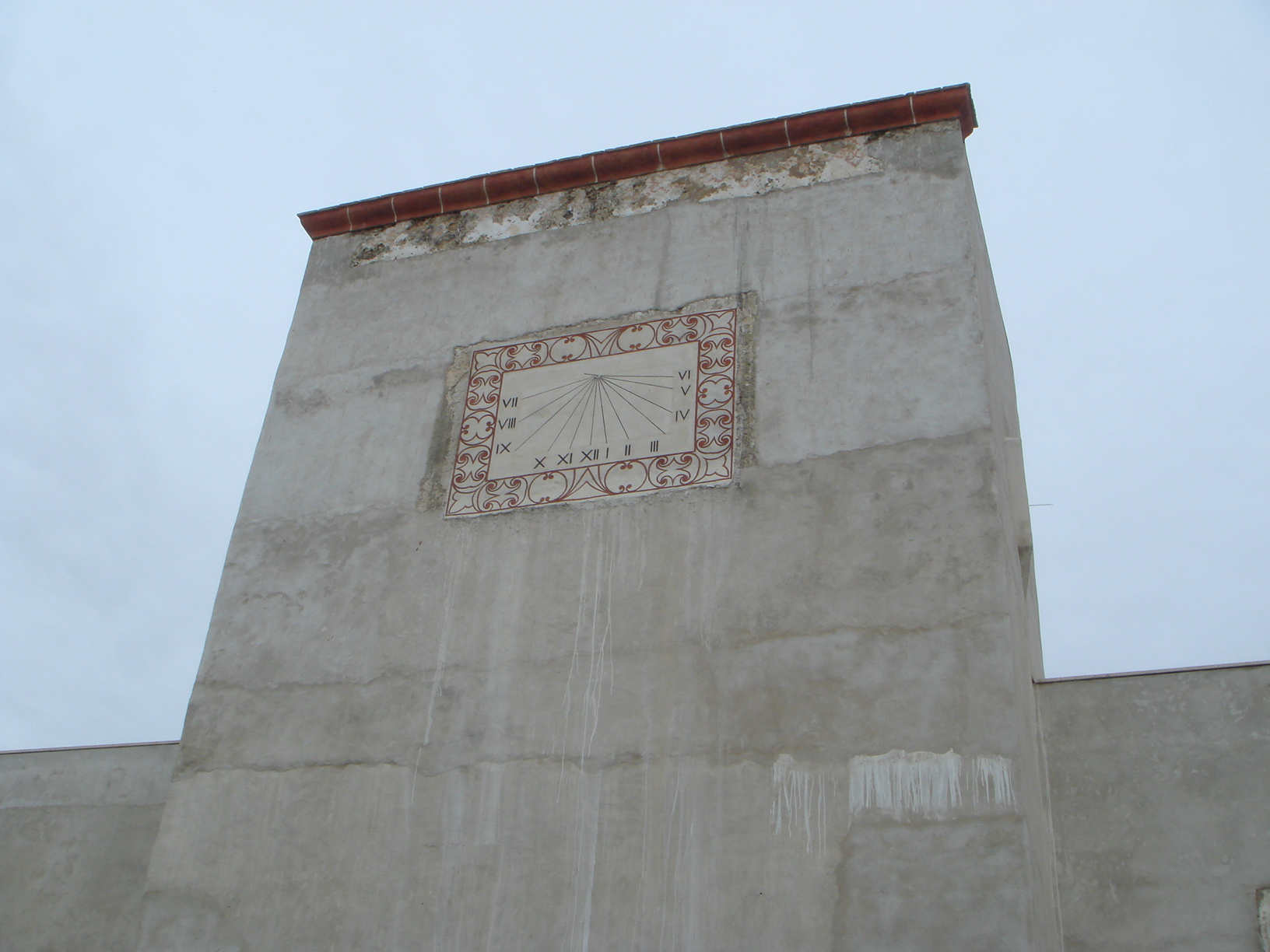
Reloj solar del Castillo de San Romualdo

El ribat de San Romualdo es una construcción de planta rectangular y realizada con piedra ostionera (material muy común en la zona) y con ladrillo. El edificio cuenta en su interior con un amplio patio central rodeado por una muralla que consta de cuatro naves, divididas cada una en una serie de dependencias y habitáculos. El fuerte cuenta con siete torres situadas en las esquinas (cuatro), en el centro de las murallas de mayor longitud, la muralla norte y la muralla sur, (dos) y en el centro de la muralla oeste. Antiguamente existió una octava torre en la muralla este que probablemente fue derribada para la edificación de la capilla de Santa María.
Las naves interiores del castillo que cercan el atrio central presentan un conjunto de bóvedas de medio cañón, de arista, esquifadas y vaídas, lo que le otorgan una notoria importancia en el conjunto del ribat. Las paredes interiores son considerablemente rígidas, ya que alcanzan el metro de grosor. La muralla exterior llega hasta los dos metros de espesor.
Otras características arquitectónicas y ornamentales singulares del edificio son los guardapolvos, situados alrededor del patio de armas, y una pequeña cruz en relieve situada en el exterior del lienzo sur.

### Relojes solares
En época desconocida de la historia de la rábida isleña existieron tres relojes solares, ubicados en la torre principal que se encuentra a la izquierda de la actual entrada. Este hecho otorga a este castillo unas peculiaridades únicas; además no es fácil encontrar tres relojes de sol en un mismo torreón. En la actualidad no existe ninguna referencia documentada sobre la existencia de esos relojes, aunque aún son visibles las huellas de estos sobre la piedra de la torre.
El reloj principal se encontraba en la actual fachada, es decir, la cara de la torre que da a la plaza Font de Mora. Es un tipo de cuadrante solar vertical declinante. Este reloj está enfrentado al Sur aunque con una desviación de 15.º hacia el Oeste. Sin embargo, del trazado geométrico se deduce una declinación original de 8.º. Variación que se explica por la tectónica propia del edificio que introduce deformaciones en la fachada, y por tanto, en la exactitud de su orientación. Este reloj marcaba casi todas las horas diurnas. A pesar de su estado de conservación deleznable, aún era visible el marco que lo contuvo con restos de la cenefa fitomórfica y algunos trazos horarios radiales que confluían en el punto donde se colocó el gnomon o estilete, el cual, no se conserva en la actualidad. La longitud total es de 3 m y cuenta con 2,10 m aproximadamente de altura. Sin embargo, el rectángulo que contiene las líneas horarias mide 1,70 m x 1,10 m, aproximándose a la proporción áurea.
Los dos cuadrantes solares restantes se sitúan en los paramentos laterales de dicha torre. Para definir con exactitud su orientación (que debe quedar alineada con el este y el oeste, respectivamente) se fabricó un saliente en forma de cuña que desplaza el plano unos 6-8.º respecto a la torre. Las horas matinales quedaban registradas por el cuadrante oriental y mide 1,30 m de alto y 1,20 m de ancho. De la misma forma, el cuadrante oeste recogía las horas de la tarde, con unas cotas de 1,30 m de alto y 1,18 m de ancho.

### Cerco primitivo[10]
Dentro del proceso constructivo del castillo, la primera fase la constituye la creación de la nave occidental que disponía de una merlatura aspillerada conservada en su lienzo occidental y meridional.
En la merlatura de la zona occidental nos encontramos con una línea de ocho merlones, de los cuales, cinco de ellos presentan aspilleras rectangulares. El merlón esquinero, que se encuentra en estado fragmentado, presenta planos diagonales que nos hace pensar en que existían dos saeteras para defender el vértice. En una fase constructiva determinada se recrecieron los muros unos 2 m. El almenaje aparece cegado con una fábrica de ladrillos y argamasa de cal y arena. Están realizados en tapial y revestidos con un enlucido de cal y arena de 0,5-0,8 cm de grosor, de grano fino, maestreada y trabajada en superficie con plana para conseguir cierto pulimento de la superficie. Visualmente aparenta un color ocre claro, algo tostado. Se conservan restos de dibujos a carboncillo y grabados incisos en el enlucido del tapial. Destaca la representación esquemática de un alzado en el que se pueden apreciar torres y muros almenados.
La merlatura de la torre SW, se compone de once merlones. Uno de ellos actúa de esquinero. La altura oscila entre 0,80 y 0,90 m; la anchura varía de 0,93 m. a 1 m. y la profundidad es de 0,40 m. aproximadamente. Los merlones están realizados en tapial. Para su fabricación se utilizó un formero de madera (aún se conservan las huellas del negativo) y arena arcillosa. Contienen restos de piedras redondeadas de río y conchas de moluscos.
Se enlució con mortero de cal y arena. Sólo se advierte un estrato, con un grosor de 0,5-0,8 cm., rico en cal y textura fina, por el trabajo final con la plana. La mayoría de los merlones presentan indicios de reparaciones posteriores. Estas intervenciones están realizadas de forma grosera y contrastan con la correcta ejecución primigenia.

## Catalogación
El 3 de junio de 1931 se declaró al edificio como Monumento Arquitectural Artístico. En 1968 aparece reflejado el castillo en el Inventario de Protección del Patrimonio Cultural Europeo recogido como castillo denominado "Romualdo-Suazo" con el n.º 49 de la provincia dentro del apartado de arquitectura militar.